# B型肝炎ウイルス
B型肝炎ウイルス（Bがたかんえんウイルス、Hepatitis B Virus）は、ヘパドナウイルス科オルトヘパドナウイルス属に属するDNAウイルスである。B型肝炎の原因ウイルスである。略してHBVと呼ばれる。

## 歴史
記録では1883年に、ドイツ帝国のLurmanによって最初の報告がなされている。1964年にアメリカ合衆国のバルーク・サミュエル・ブランバーグらにより、オーストラリア原住民の血清から、後にHBs抗原とされる「オーストラリア抗原」が発見される。その後1968年に、東京大学医学部の大河内一雄（後に九州大学医学部教授）により、オーストラリア抗原と肝炎の関連を報告された。
ヒト以外の感染例では、ドイツのミュンスター大学の研究チームは、鳥類のDNAに混入しているB型肝炎ウイルスの痕跡を研究することにより、鳥の感染例は古いもので8200万年前ごろの可能性が高いことを、科学誌『ネイチャー・コミュニケーションズ』に報告している。哺乳類が感染するようになったのは、1210万年前以降とされている。

## 構造

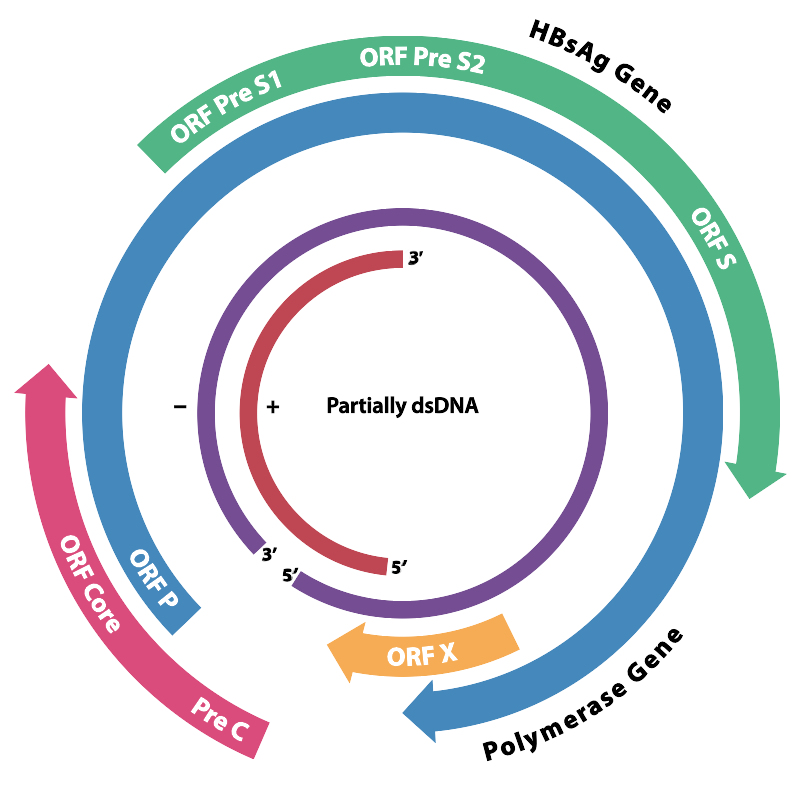
HBVの環状のDNA。プラス鎖は不完全な状態で存在している。

DNAウイルスである。HBVは直径42nmで3.2kbの環状の二本鎖DNAとそれを包むエンベロープからなる。ただ、このDNAは完全な二本鎖ではなくプラス鎖のほうが一部欠けていて短い。内部にはコアを持つ（Dane粒子とも呼ばれる）。表面にある抗原 (HBs) によってadr・adw・ayr・aywなどの亜型が存在する。

## 種類
遺伝子配列の相違によって以下の遺伝子型(genotype)とその亜型(subtype)に分類されている。

### 解析方法
- 直接sequencing法
- EIA法（日本では特殊免疫研究所　IMMUNIS®が保険適応）
- PCR-Invader法（日本ではBML社）
- PCR-RFLP法
- INNO-LiPA法（日本ではFujirebio社）

### 遺伝子型
- genotype A
  - Aa/1(Asian/African type) , Ae/2(European type) , Ac/3(Cameroon)
- genotype B
  - Bj/1(Japanease type) , Ba/2(Asian type) , B3 , B4 , B5
- genotype C
  - Ce/1(East Asian type) , Cs/2(South East type) , C3 , C4
- genotype D
  - D1 , D2 , D3 , D4 , D5
- genotype E
- genotype F
  - F1 , F2 , F3 , F4
- genotype G
- genotype H
- genotype J

## 生活環
HBVは細胞に感染するとまず、自分のDNAを細胞の核に送り込む。そこで、プラス鎖のDNAを修復して完全な二重鎖のスーパーコイルDNAになるとこれを鋳型として宿主細胞由来のRNAポリメラーゼを使ってプレゲノムRNAを合成する。そこから、ウイルスDNAポリメラーゼにある逆転写酵素活性をもちいてこのRNAからマイナス鎖のDNAを合成する。この過程ではRNAのプライマーが次々に転移し、全長のマイナス鎖DNAを完成させる。その後、DNAポリメラーゼにより、プラス鎖が合成されるが、合成が全て終わる前に小胞体内腔に出芽したウイルス表面分子のHBsに覆われ細胞外に放出される。
熱に強く、60℃ × 10分間の加熱処理でも不活化されず、感染性を失わないが、60℃ × 10時間では不活化される。

## 疫学

2002年のB型肝炎による人口10万人当たりの障害調整生存年数（:en: disability-adjusted life year）
no data
≤ 10
10–20
20–30
30–40
40–50
50–80
80–100
100–120
120–150
150–200
200–500
≥ 500

| no data ≤ 10 10–20 20–30 30–40 40–50 50–80 | 80–100 100–120 120–150 150–200 200–500 ≥ 500 |

## 感染
B型肝炎ウイルスは血液を介して感染する。感染経路には垂直感染と水平感染とがあり、成人以降での水平感染の多くは一過性であることが多い。

## 臨床像

血液中の時間経過の慢性のHBV抗原及びHBV抗体の水準値

## 治療
慢性B型肝炎の治療の目的は、慢性肝炎の沈静化（ALTの正常化）と、その後の肝硬変への移行・肝細胞癌発症の阻止にある。急性B型肝炎は基本的に保存的加療がなされる。